# ジョセフ・レイバック
ジョセフ・G・レイバック（Joseph G. Rayback、? - 1983年）は、アメリカ合衆国の歴史学者。長く、ペンシルベニア州立大学で歴史学の教授職にあった。1966年にテンプル大学の歴史学教授となった。
レイバックは、奴隷問題をめぐる連邦政府における政治問題や、共和党の台頭など、1830年から1860年にかけてのアメリカ合衆国の政治を研究していた。レイバックは、こうした関心に関連する主題として、初期のアメリカ合衆国における移民政策の研究にも取り組んだ。
1959年、レイバックはアメリカ合衆国における労働運動の歴史についての著作『A History of American Labor』を発表した。
1960年代前半には、歴史学の学術誌『The Historian』の編集長を務めた。
1983年に死去する直前まで、第8代大統領マーティン・ヴァン・ビューレンの伝記に取り組んでいた。完成半ばだった遺稿は、アクロン大学(University of Akron)の歴史学名誉教授ジェローム・マシュカット(Jerome Mushkat)によって拡充され、完成された。

## 著作
- Rayback, Joseph (1966-01-01) [1959]. A History of American Labor. The Free Press, MacMillon. pp. 504. ISBN 978-0029258507
- Rayback, Joseph (1971). Free soil: The Election of 1848. Lexington: University Press of Kentucky. ISBN 0-8131-1222-2
- Rayback, Joseph (1974). A History of American Labor. New York: MacMillan Publishing Co.. ISBN 1-299-50529-5
- Mushkat, Jerome; Joseph G. Rayback (1997). Martin Van Buren: Law, Politics, and the Shaping of Republican Ideology. DeKalb: Northern Illinois University Press. ISBN 0-87580-229-X